# 芬兰马
芬兰马（芬蘭語：Suomenhevonen，字面意思为“芬兰马”，字面意思为：“芬兰冷血”）是一个兼具用作骑乘的马匹和用作干农活的马匹的影响和特性的经人工选择的马匹品种，也是一个完全在芬兰培养出来的品种。该品种在英语中名为或者，有时也称为，意为“芬兰通用马”，这是因为芬兰人认为此品种适用于在芬兰所有对马匹的需求，包括干农活和森林里的工作、赛马车、骑乘等。在2007年此品种被宣布为正式的芬兰国马。
芬兰马宣称是世界上最快和用途最多样性的“冷血”马匹品种之一。在芬兰，“通用马匹”用于称呼芬兰马和其它如挪威峡湾马等品种，这些品种体型相对较小、作为骑乘的马匹来说相对笨重、作为干活的马匹来说相对轻便。在芬兰马的品种登记簿中有四种分别的类型，每个类型有不同的目标：培养为更健壮的干活用的马匹、更轻便的赛马车用的马匹、通用的骑乘马匹、和一个比例上小的矮马品种。四个类型都有的特征是健壮、适用多样用途、性格温驯。这个马品种的平均高度为155厘米，最常见的颜色为栗色，常有白色斑点及亚麻色的鬃毛和尾巴。
早期芬兰马的精确来源现在不得而知。因为芬兰马这个品种及其祖先很多世纪以来就是在芬兰唯一的品种，因此在芬兰马匹的历史是和芬兰马的历史是重叠的。有据可查的明确的品种培养始于13世纪初。从很多轻便和温血品种过来的外部影响在16世纪初就有记录，从而把这个品种培养成体型更大和使用性更高。在1907年开始建立了芬兰马的官方品种登记簿，从此多年来培养出来了大量经人工选择且祖先可查的马匹。由于在20世纪下半叶农业工具化和军队骑兵的解除，芬兰马的数量从1950年代高峰期的40万匹跌至1987年时的1万4千多匹。然而由于赛马的欢迎度和作为骑乘马的灵活性，这个品种依然得到保存。